# Lagoa de Estetino

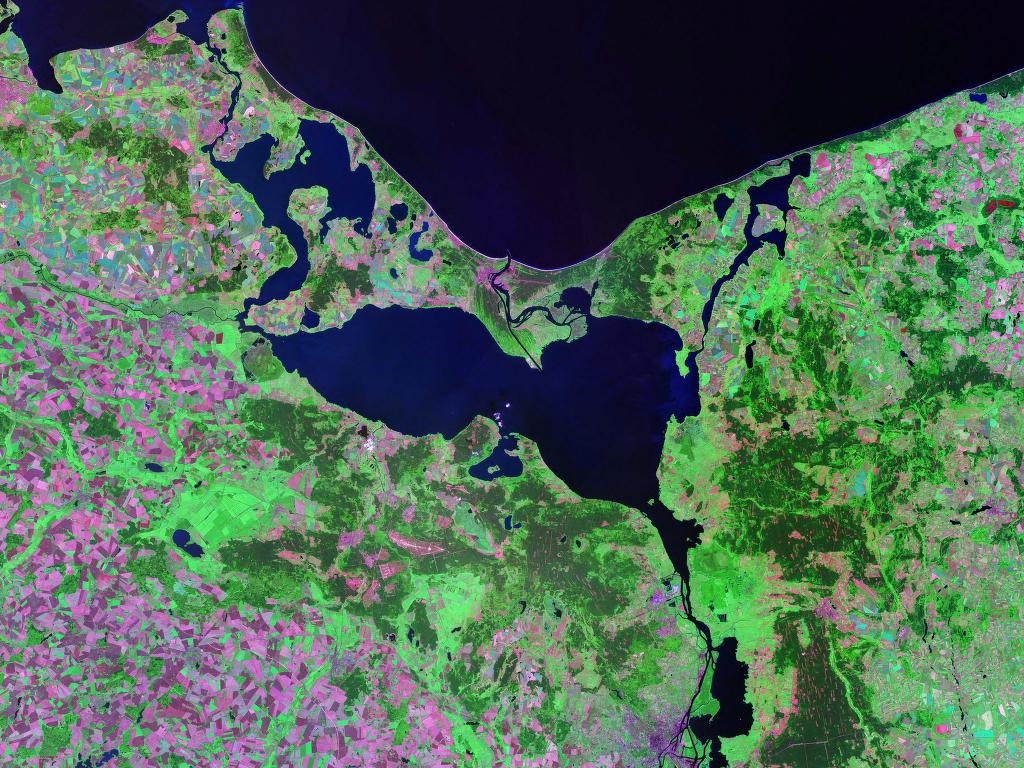
Imagem de satélite da Baía de Szczecin e do Pommerscher Bucht.

A lagoa ou baía de Estetino (Szczecin), também conhecida como baía do Oder ou baía da Pomerânia (em alemão:  Stettiner Haff, em polonês/polaco:  Zalew Szczeciński), é uma grande lagoa costeira, a maior baía no mar Báltico, localizada na foz do rio Oder e do rio Peene. A sua área é de cerca de 903 km², com uma extensão de 52 km de este a oeste e 22 km de norte a sul. A profundidade média da baía é de 4 m.
Tem sido tradicionalmente dividida entre as partes Großes (grande) e Haff Kleines (pequena baía). Através dela passa o limite estabelecido em 1945 entre a Polónia e a Alemanha, e em que se situam as ilhas de Usedom, Wolin e Karsibór (Kaseburg).